# Skatepark of Tampa
Skatepark of Tampa (mnogokrat okrajšano kot SPoT) je svetovno znan poligon za rolkanje v Tampi, Florida v ZDA. K njegovi razpoznavnosti sta najbolj pripomogla vsakoletna rolkarska tekmovanja Tampa Am in Tampa Pro. Lastnik poligna je Brian Schaefer, generalni direktor pa je Ryan Clements.

## Zgodovina
SPoT so za zaposlene prvič odprli 28. decembra 1992, 2. januarja 1993 pa so poligon uradno odprli za javnost.

## Poligon
V glavnem delu skladišča je glavni poligon za rolkanje na katerem se odvijajo tudi Tampa Am in Pro tekovanja, v drugem delu pa je poligon za manj izkušene rolkarje, poleg katerega je tudi bowl
Popolno prenovo glavnega poligona je leta 2007 sponzoriral Nike SB.

## SPoT v popularni kulturi
- Poligon je velik del video igre Tony Hawk's Underground, mnogi uslužbenci poligona pa so v igri kot tekmovalci.